# ACZC

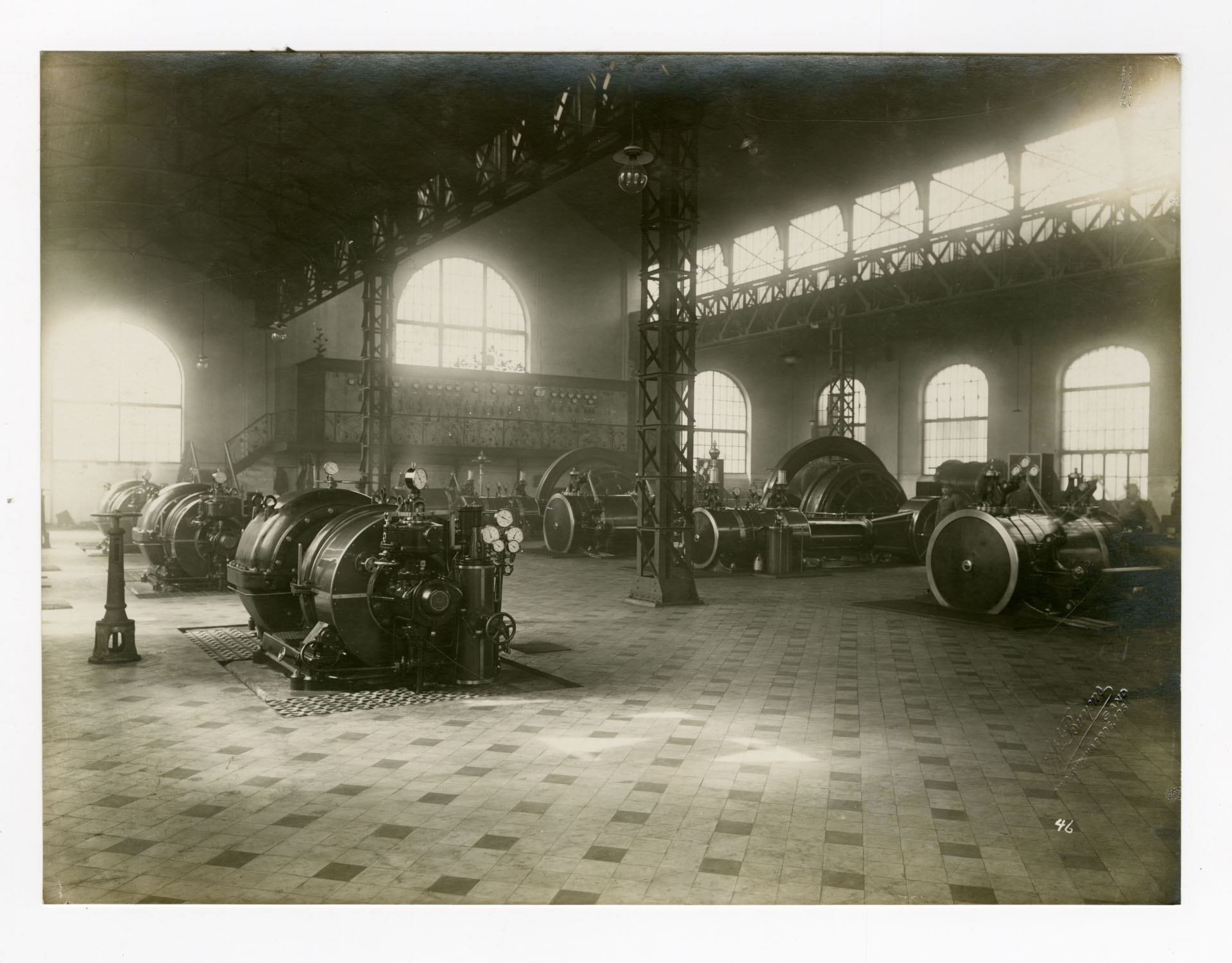
Interieur van de elektriciteitscentrale met stoommachines

De Association Coopérative Zélandaise de Carbonisation (ACZC) is een cokesfabriek in Sluiskil die bestond van 1911 tot 2000.

## Geschiedenis
ACZC werd in 1911 opgericht door een consortium van vijf staalfabrikanten uit Longwy. Zij wilden niet afhankelijk zijn van cokes uit het Duitse Ruhrgebied. Het was de eerste cokesfabriek in Nederland voor de hoogovens in België en Frankrijk. Steenkool werd per schip aangevoerd vanuit Duitsland en Engeland en de cokes werd per trein naar de afnemers vervoerd. In 1913 werden vier cokesovens in gebruik genomen. Het vrijkomende cokesovengas werd afgefakkeld. Hieraan kwam een einde toen de Nederlandse Stikstof Maatschappij (NSM) in 1930 de productie opnam. Deze verwerkte het cokesovengas tot kunstmest.

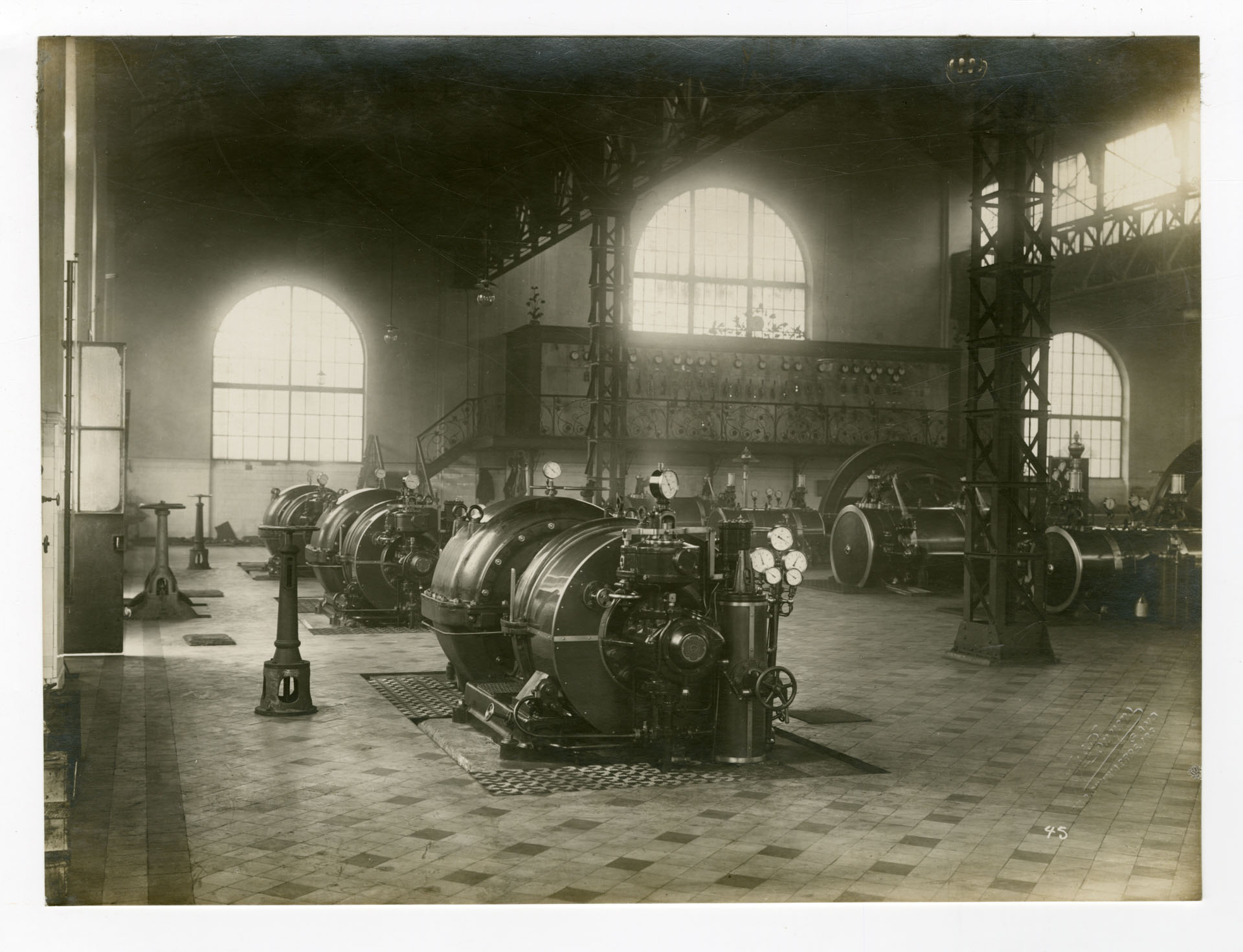
Interieur van de elektriciteitscentrale met stoommachines

Als gevolg van het uitbreken van de Eerste Wereldoorlog werd in 1914 de productie gestaakt. Pas acht jaar later, in 1922, werd de productie van cokes hervat. Tussen 1928 en 1930 werden de oude ovens uit 1913 vervangen. De cokesfabriek had in zijn hoogtijdagen 400 mensen in dienst. In de Tweede Wereldoorlog kwam de productie wederom stil te liggen, maar onder Duits beheer kwam de productie toch op gang. De fabriek werd herhaalde malen gebombardeerd en in 1942 ging de fabriek dicht. In 1943 volgde een gedeeltelijke ontmanteling van de installaties. Het duurde tot 1950 voordat de productie van cokes weer begon.
Toen in 1966 de NSM overschakelde op aardgas werd het cokesovengas nog slechts voor verwarmingsdoeleinden gebruikt. De ACZC leverde nog aan SIDMAR te Zelzate en aan het hoogovenbedrijf te Duinkerke. Na de mijnsluiting kwam de steenkool per schip uit de Verenigde Staten. De productie bedroeg ongeveer 680.000 ton/jaar aan cokes. Deze werd deels per schip, deels per spoor afgevoerd.
Uiteindelijk waren er nog twee aandeelhouders over. Het Franse Sollac en het Belgische SIDMAR, dat weer een dochter was van het Luxemburgse staalconcern Arbed, hadden allebei 50% van de aandelen. Uiteindelijk kon AZCZ niet op tegen de lage prijzen van geïmporteerde cokes en leed een verlies van 14 miljoen gulden in 1998. De twee afnemers van de coöperatie gaven aan  geen cokes meer af te nemen vanaf 15 september 1999. Moderne staalfabrieken produceerden zelf cokes en verder liepen milieuvergunningen af. Om toch verder te produceren onder de nieuwe milieunormen zouden investeringen van enkele honderden miljoenen guldens noodzakelijk zijn.
De fabriek werd stilgelegd en de laatste 282 medewerkers werden ontslagen. De gebouwen en het terrein worden nu gebruikt door afvalverwerker Heros. Sedertdien is er nog slechts één cokesfabriek in Nederland, namelijk die van de Hoogovens te IJmuiden.
Wat bleef was een stoomgenerator uit 1913. Deze werd geadopteerd door het Gentse industriemuseum MIAT. Deze stoomgenerator staat nu in het Industrieel Museum Zeeland in Sas van Gent.